# 辛可尼定
辛可尼定是一种有机化合物，化学式为C19H22N2O，属于含氮生物鹼，存在于正鸡纳树（Cinchona officinalis）等植物中，用于有机化学的不对称合成，辛可宁是其非对映异构体。